# Heimathshausen
Heimathshausen ist eine Einöde innerhalb der oberbayerischen Kreisstadt Starnberg. Das Bayerische Landesamt für Statistik führt Heimathshausen als eigenständigen Ortsteil Starnbergs. Gemeindepolitisch ist die Ansiedlung dem Starnberger Ortsteil Percha zugehörig, zu dessen Verwaltungsbereich sie bis zur Eingemeindung am 1. Mai 1978 gehörte.

## Lage
Heimathshausen liegt auf einer Höhe von 602 m ü. NHN am südöstlichen Rand des Leutstettener Mooses, etwa eineinhalb Kilometer nördlich von Percha. Die dortigen denkmalgeschützten Bauten des Hammertshauserhofes und des Gestüts Isarland sind von Percha über eine Ortsstraße zu erreichen.
Die zur Einöde gehörigen Fluren sind Teil des Landschaftsschutzgebietes Würmtal.

## Geschichte

### Hammertshauserhof
Heimathshausen wird im Jahr 1200 als „Hamershusen“ erstmals schriftlich erwähnt – es liegt der bajuwarische Personenname Hamar/Hamerard zugrunde. Anlass war die Beurkundung eines Tauschvertrags zwischen den Klöstern Schäftlarn und Neustift. Gegen einen in der Nähe Freisings gelegenen Hof kam Kloster Schäftlarn damit in den Besitz des „Hammertshauserhofes“ in Heimathshausen. Dieses Gehöft, das zu den ältesten Siedelstellen der Starnberger Gegend zählt, gehörte neben Buchhof, Schorn und Selcha zu den vier großen östlich von Starnberg gelegenen Gutshöfen, die bis zur Säkularisation im Besitz des Klosters Schäftlarn waren.
Aus den Aufzeichnungen des Klosters über den Hammertshauserhof geht hervor, dass es dort bezüglich seiner Lehensnehmer eine erstaunliche Beständigkeit gab. Eine Familie Leutenpaur bewirtschaftete das Gut von 1515 bis 1819. Erhalten aus dieser Zeit ist der Wohnteil des ursprünglich langgezogenen, mächtigen Einfirsthofes, der in der zweiten Hälfte des 17. Jahrhunderts erbaut wurde. Bei Instandsetzungsarbeiten zeigte sich, dass das Gebäude einst ein Rauchhaus gewesen war. Aus einer Steuerbeschreibung von 1671 ist zu erfahren, dass zu dieser Zeit in den Stallungen sechs Rösser, drei Fohlen, zehn Kühe, zehn Jungrinder, fünf Kälber, zwanzig Schafe, zwei Lämmer und eine Schweinsmutter mit neunzehn Frischlingen vorhanden waren.
Im Zuge der Säkularisation ging Heimathshausen 1803 vom Kloster Schäftlarn in den Besitz des Kurfürstentums Bayern über. Nur etwa ein Drittel der davon betroffenen 123 Hektar großen Grundfläche waren Ackerland. Aufgrund der Lage vieler seiner Fluren in dem für Äcker ungeeigneten Bereich des Leutstettener Mooses lag die Haupterwerbsquelle des Gutes wohl schon immer in der Haltung von Nutztieren. Darauf setzte auch der aus einer Münchner Industriellenfamilie stammende Paul von Maffei. Nach mehrfachem  Besitzerwechsel im 19. Jahrhundert hatte er 1883 die Gelegenheit, den Gutshof käuflich zu erwerben. Er errichtete dort eine Ochsenmästerei, die in einer Zeit, in der sich die Einwohnerzahl der nahegelegenen Stadt München innerhalb von 20 Jahren von 250.000 auf 500.000 verdoppelte, wirtschaftlichen Gewinn garantierte. Nach seinem Tode wurde der Betrieb ab 1916 zunächst unter der Leitung seines Bruders Guido von Maffei und später von dessen Frau Auguste fortgeführt.

### Gestüt Isarland
1939 erwarb das Braune Band von Deutschland das gesamte Heimathshauser Areal. Diese Reichsorganisation, deren Kuratorium mit Parteiprominenz der NSDAP besetzt war, war als Gegengewicht zu dem damals vom Adel geprägten Pferdesport gegründet worden. Als Veranstalter viel beachteter und hochdotierter Pferderennen auf der Münchner Galopprennbahn Riem vergab sie den Auftrag zum Bau eines neuen Gestüts. In unmittelbarer Nähe des alten Gutshauses entstand eine dreiflüglige, nach Südosten geöffnete Anlage mit zweigeschossigen Kopfbauten im alpenländischen Heimatschutzstil, die dem Architekten Karl Meitinger zugeschrieben wird. Gleichzeitig entstand eine 400 Meter lange, axial auf die Gestütsgebäude zuführende Allee, die die Wirkung der Gesamtanlage unterstreicht.
1945 fiel das Gestüt an die Stadt München, die es langfristig an den „Münchner Verein zur Förderung der Pferdezucht e. V.“ verpachtete. Der Rückgang des deutschen Galopprennsports und die damit verbundene Verringerung der züchterischen Aktivitäten zwangen 2011 den Verein, die Bewirtschaftung einzustellen. Die Stadt München verkaufte daraufhin das Gestüt für 3,2 Millionen Euro an ein Ehepaar, das dort einen Gnadenhof errichten, Pferdehaltung und -zucht betreiben und der Öffentlichkeit Flächen zugänglich machen wollte. Dem widersprach das Landratsamt, da die gemeinnützige Siedlungsgesellschaft Bayerns, die BBV LandSiedlung das Vorkaufsrecht für einen Landwirt geltend machte. Nach mehrjährigem Rechtsstreit ist das Gestüt nun im Besitz eines Betreibers eines Reithofs.